# Дельта Вовка
Дельта Вовка (δ Вовка) — це одна з яскравих зір сузір'я Вовка, яка добре помітна неозброєним оком. У китайській астрономії вона має назву 騎官二 (Qí Guān èr), що означає «Друга зоря Імператорської гвардії». Її видима зоряна величина становить 3,2, що робить її четвертою за яскравістю зорею в сузір'ї. Астрономи визначили відстань до Дельти ЛВовка за допомогою методу паралаксу. Це спосіб, який використовує спостереження за зміщенням зорі на небі, коли Земля рухається навколо Сонця. За цими даними, Дельта Вовка знаходиться приблизно за 900 світлових років від нас. Водночас цей розрахунок має похибку близько 15 %, що означає, що точне значення може трохи змінюватися.
Дельта Вовка — це зоря спектрального класу B1.5 IV, що означає, що вона перебуває на стадії субгіганта і зараз еволюціонує в гігантську зорю. Вона набагато яскравіша за Сонце, випромінюючи близько 10,000 разів більше світла, а її зовнішня атмосфера має ефективну температуру 23,000 К, що надає їй блакитно-білий відтінок. Маса Дельти Вовка в 12 разів більша за масу Сонця, а її вік становить близько 15 мільйонів років, що робить її досить молодою зорею. Ця зоря є змінною зорею типу Бета Цефеї, що означає, що її яскравість періодично змінюється. Основний період її пульсацій — 0,1655 доби (що дорівнює близько 4 годин). Це означає, що вона здійснює шість циклів пульсацій на добу.